# Мухаммед Осман Саид
Мухаммад Осман Саид (араб. محمد عثمان الصيد‎ , октябрь 1922 года (другие данные — 1910 год) — 31 декабря 2007) — ливийский политик, премьер-министр Королевства Ливия с 17 октября 1960 года по 19 марта 1963 года.

## Биография
Мухаммад бен Осман Саид родился в октябре 1922 года. Духовное и общее образование получил в Итальянской Ливии. В 1942—1943 годах работал учителем, участвовал в национально-освободительном движении. С 1951 года, после получения страной независимости, занимал посты министра здравоохранения, министра национальной экономики, министра финансов Ливии. 17 октября 1960 года был назначен главой правительства Ливии. Выступал с осуждением войны в Алжире и оказание помощи алжирскому Фронту национального освобождения. В начале мая 1961 года его правительство было реорганизовано декретом короля